# 戴安國
戴安国（1913年11月25日—1984年11月11日）是戴傳賢长子，拜蔣中正为义父，母亲是日本黑龙會成员津渊美智子。蒋纬国一直親熱稱「安國哥」，他們情逾手足。:47

## 早年經歷
德國柏林工業大學畢業。1937年七七事变使中国抗日战争爆发，服役中华民国空军。

## 中年經歷
1947年1月20日，交通部成立「交通部民用航空局」，戴安國任局長。:82711949年，卸任交通部民航局局长。1951年，成為復興航空共同創辦人。1954年，任中央電影公司第一任董事長。1958年，以中将军衔退役。1959年，转任中央信託局驻欧代表，至1980年退休。另曾任農業教育電影公司總經理。

## 晚年經歷及逝世
1984年11月11日因胃癌在台北市去世。:43所有後事包括墓地安葬都是蔣緯國負責，「那些時他廢寢忘食，形容憔悴」:47。

## 評價
蔣緯國：「親伯的獨子安國哥（不幸……因癌症逝世）傳承了他的筆法，雖然功力不足，但已得親伯的神髓。」:43

## 圖庫

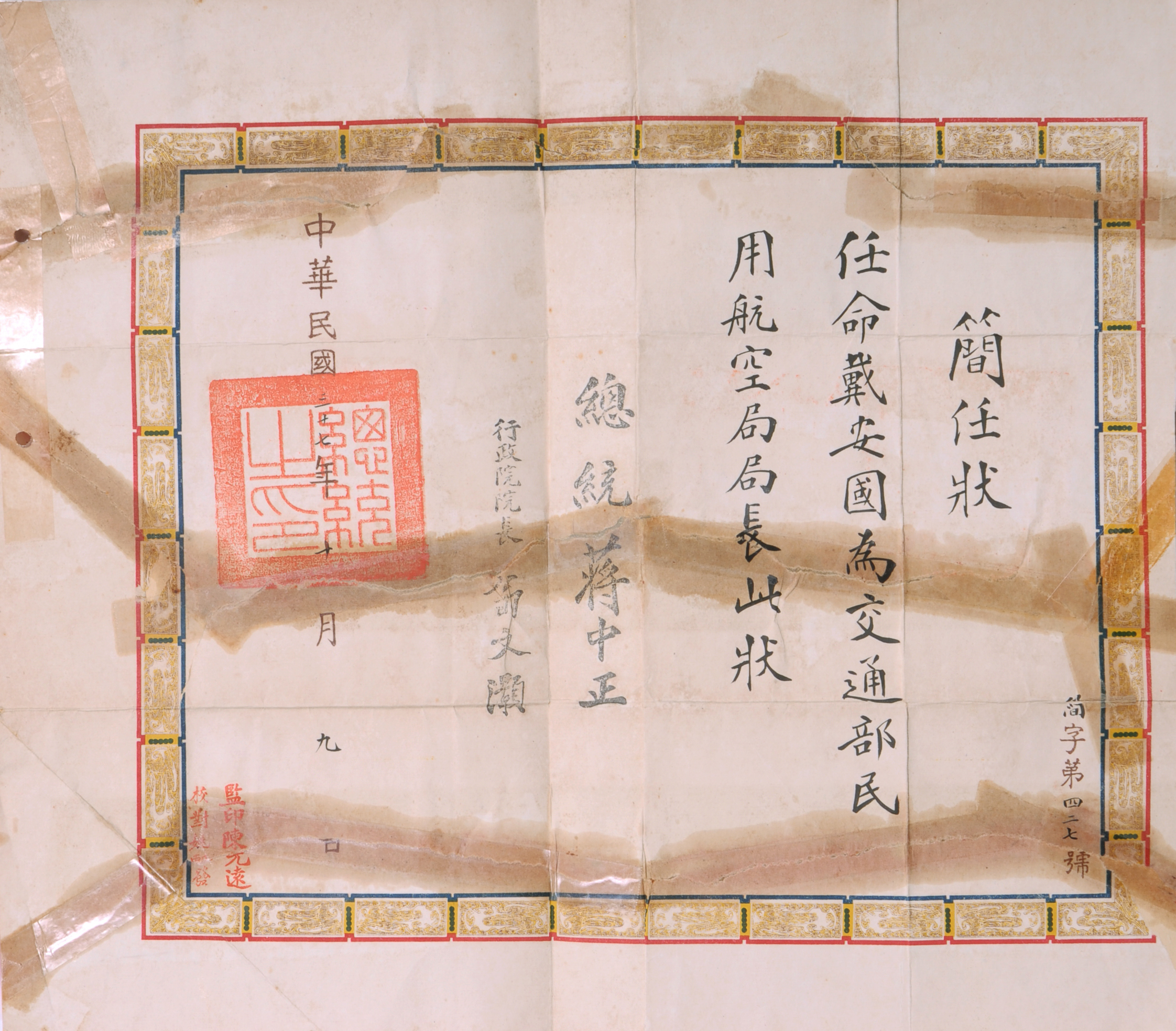
民航局局長簡任狀(1948)
與父親 戴季陶 (南京)
德國大學畢業證書(1938)
德國中學畢業證書 （页面存档备份，存于） Heidelberg(1933)

戴安國(創辦人)伉儷，出席復興航空開幕慶祝典禮 (拍攝時間:西元1951)